# Skåde Sogn
 Ikke at forveksle med Højbjerg Sogn.
Skåde Sogn er et sogn i Århus Søndre Provsti (Århus Stift).
Efter at Frederikskirken blev indviet i 1944, blev Skåde Sogn i 1949 udskilt fra Holme Sogn, som havde hørt til Ning Herred i Aarhus Amt. Skåde Sogn indgik i Holme-Tranbjerg Kommune, der ved kommunalreformen i 1970 blev indlemmet i Aarhus Kommune.
I Skåde Sogn findes følgende autoriserede stednavne:
- Grumstolen (bebyggelse)
- Holme Bjerge (areal, bebyggelse)
- Højbjerg (bebyggelse)
- Jelshøj (areal)
- Kragelund (bebyggelse)
- Råhøj (bebyggelse)
- Saralyst (bebyggelse)
- Skåde (bebyggelse, ejerlav)
- Skåde Bakker (bebyggelse)